# Xochimilco Light Rail
De Xochimilco Light Rail is de ruggengraat van het openbaar vervoer in de deelgemeente Xochimilco (Mexico-Stad). De normaalsporige sneltramlijn met een lengte van 13,04 kilometer wordt door Sistema de Transportes Eléctricosm (STE) geëxploiteerd. De lijn vervangt de stadstramlijn die hier al sinds 1910 reed. Vanaf 1984 werd de lijn opgewaardeerd sneltram/light rail met onder meer halte met hoge perrons en overdekte wachtruimte en werd ook het materieelpark vernieuwd, wat tot dan toe uit verbouwde PCC-wagens bestond.

## Materieel
Tussen 1990 en 2014 werden van Concarril (later ook Bombardier) en Siemens 24 gelede trams geleverd. De sneltrams zijn enkelgeleed en 29 m lang, ongeveer gelijk aan Stadtbahn-B wagens. Ter vervanging van de PPC's uit de jaren 1940, werd in 1985 begonnen met het verbouwing van een deel van deze wagens tot 17 gelede voertuigen. Het werk werd uitgevoerd door Moyada (Motores y Adaptaciones Automotrices, S.A.) en resulteerde in dubbelgelede achtassers met een hoge instap voor hoge perrons.

## Galerij

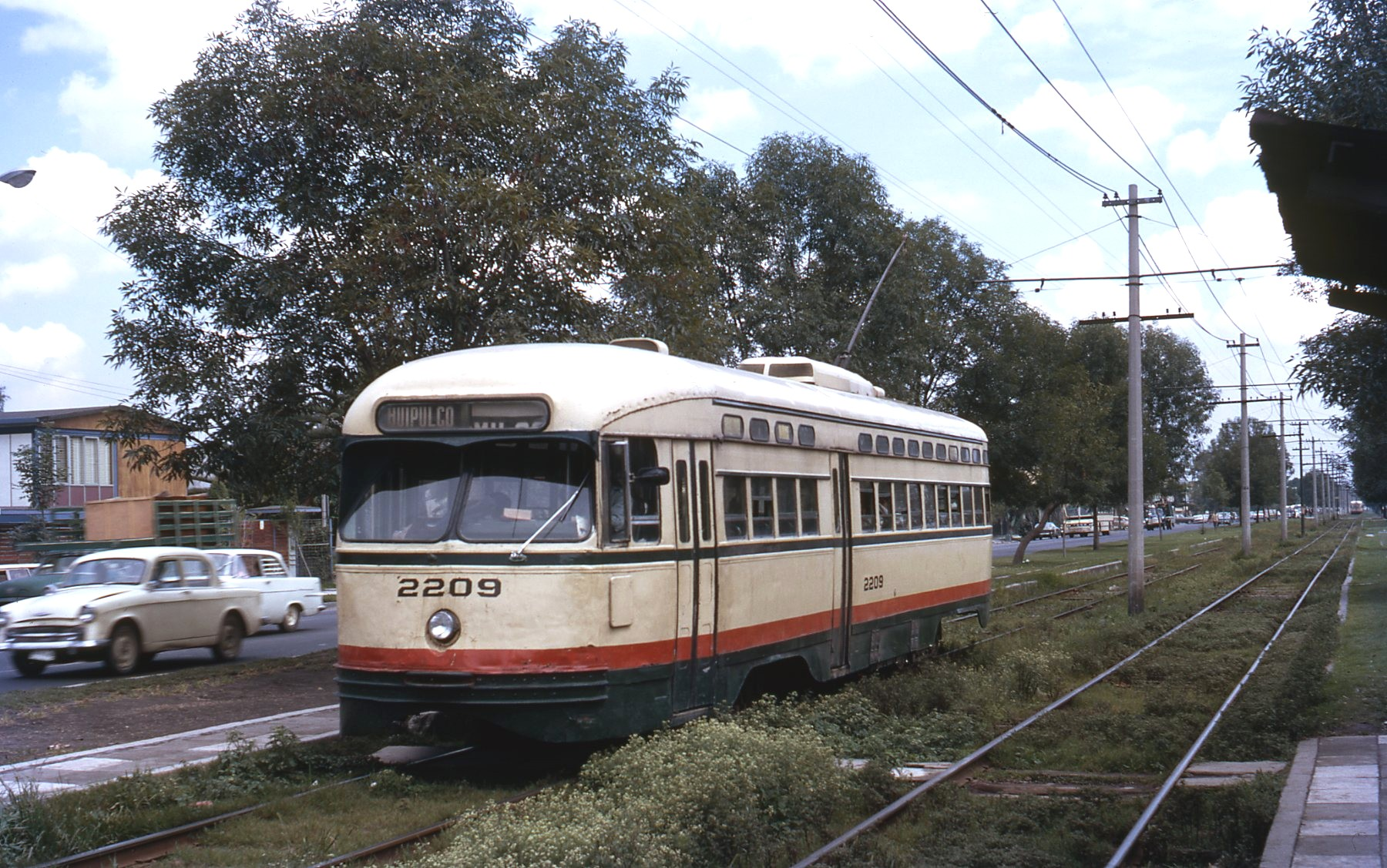
PCC-car in 1971
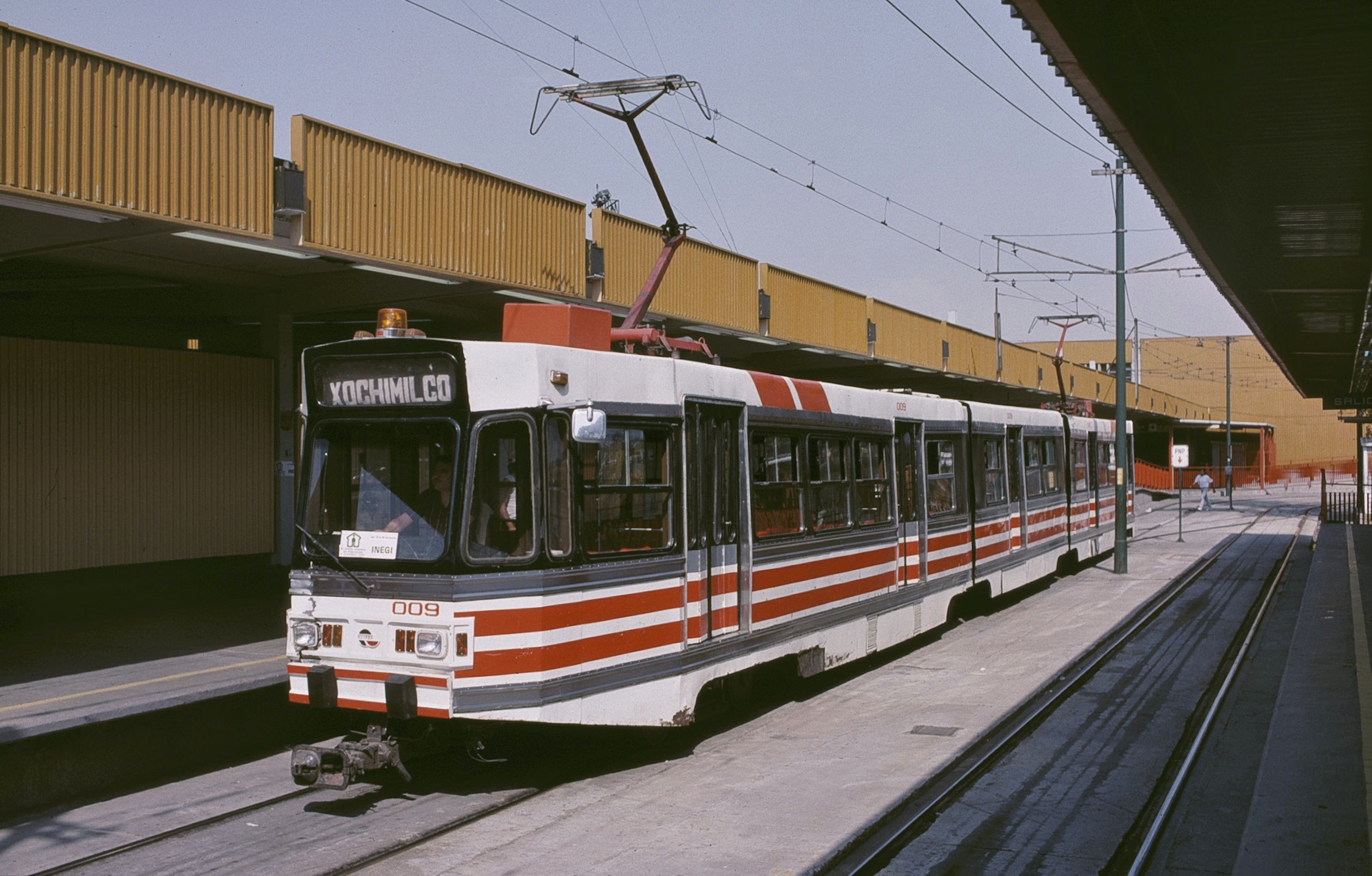
Een Moyada achtasser
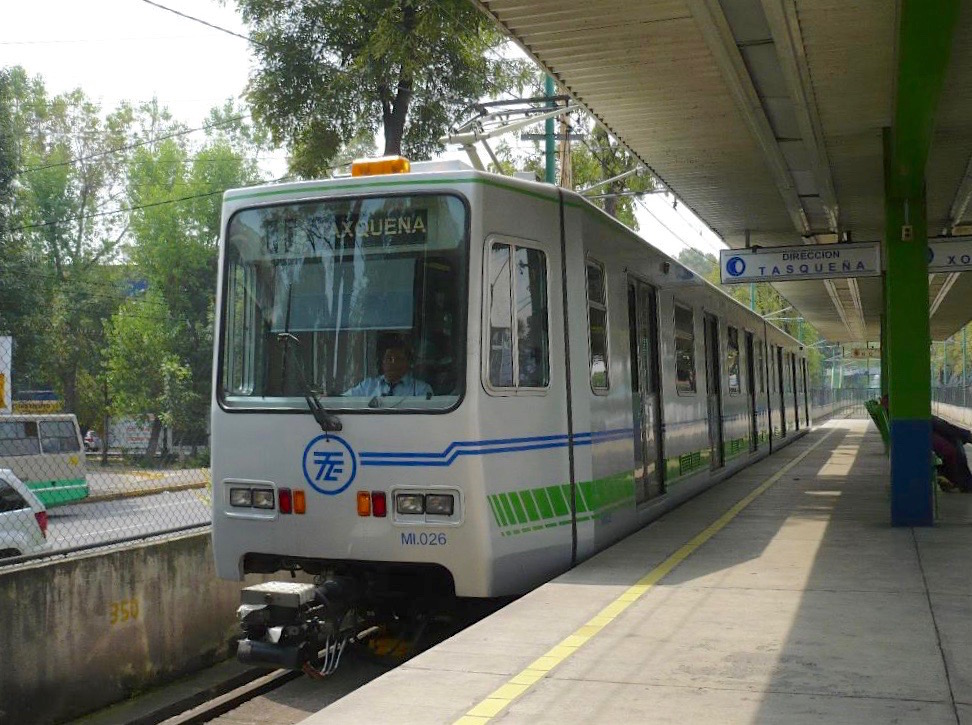
Sneltram in oude kleurstelling
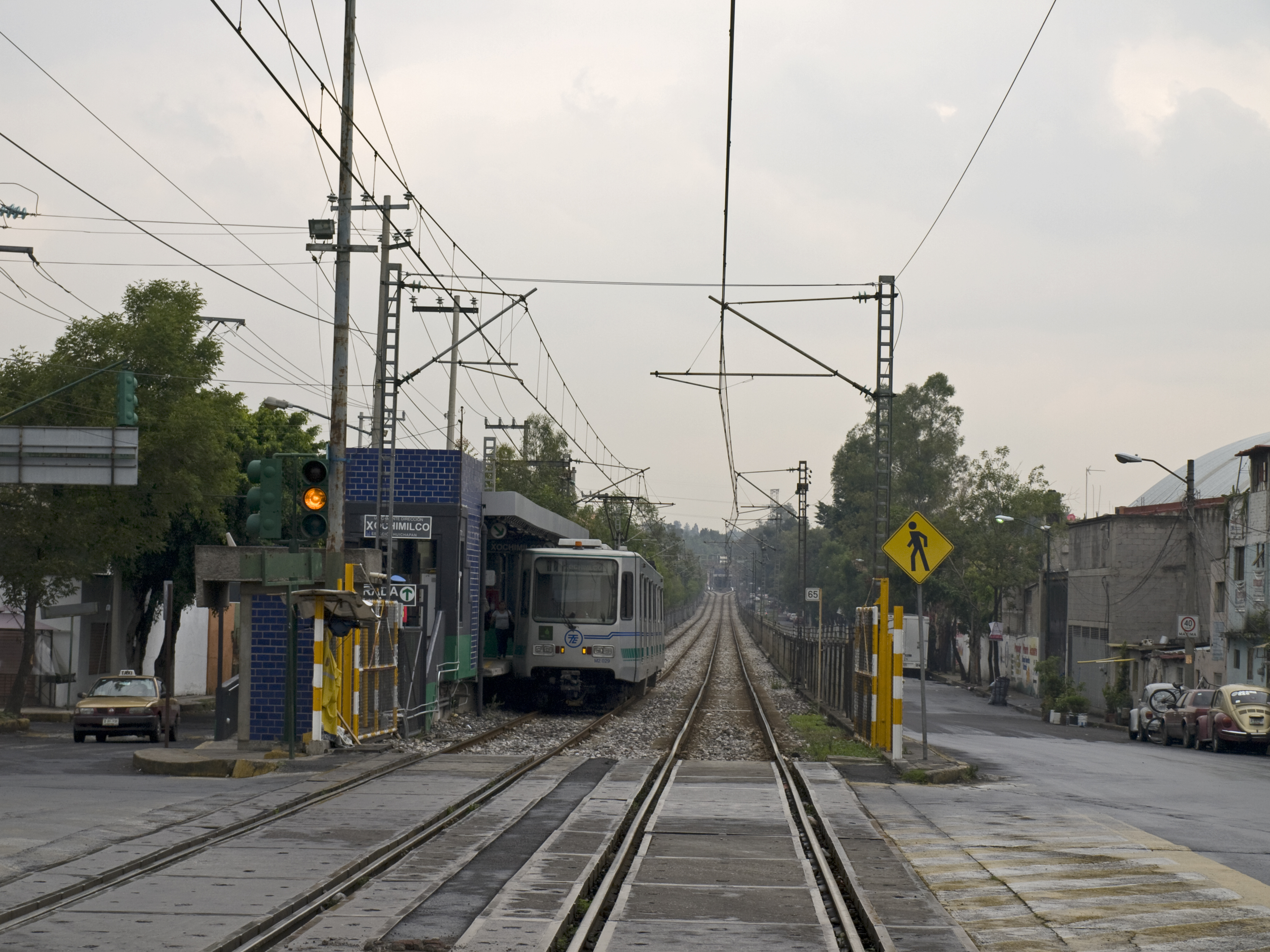
Sneltram bij de halte Huichapan
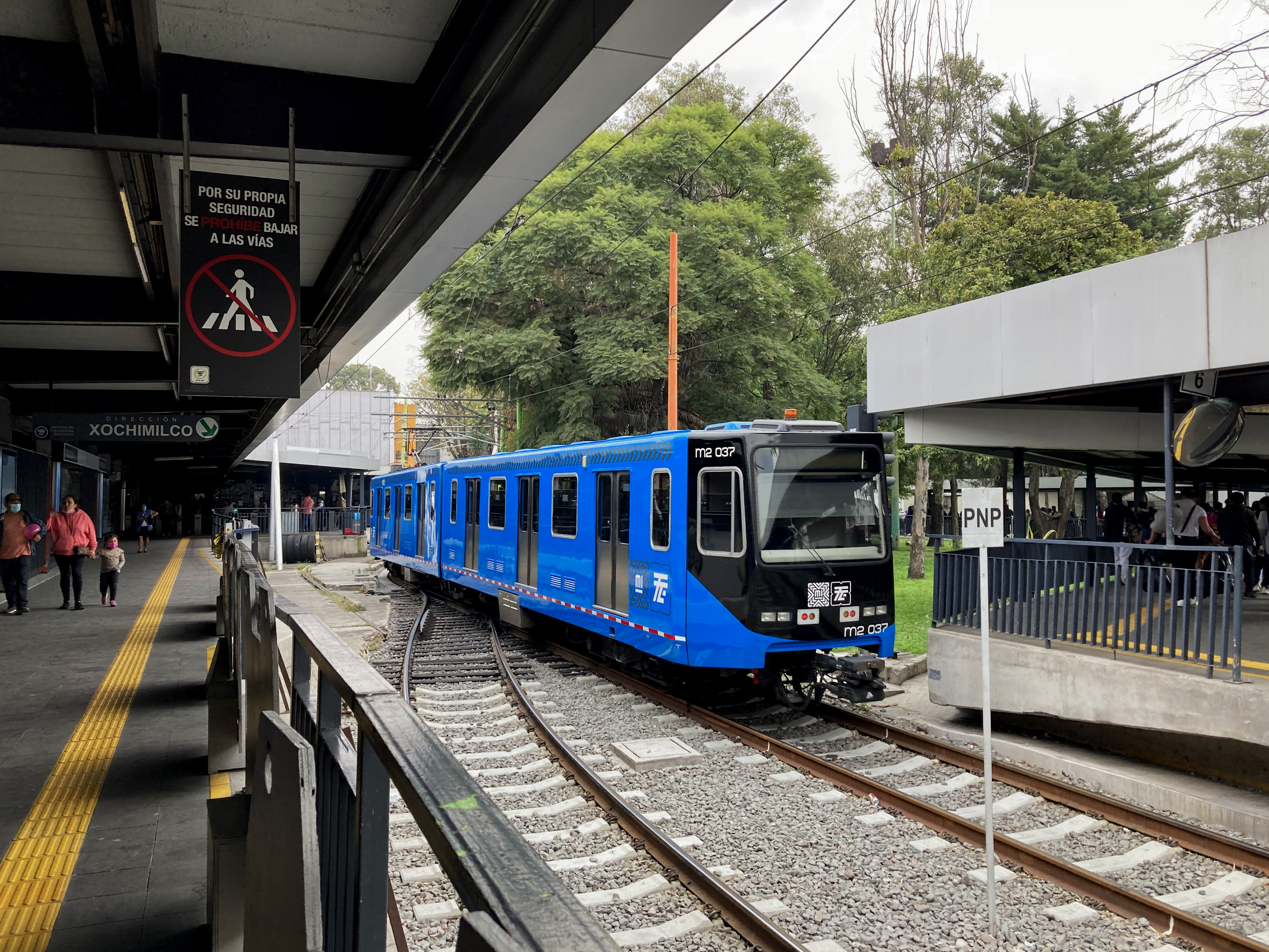
Sneltram bij de halte Tasqueña